# Vicia parviflora
Vicia parviflora é uma espécie de planta com flor pertencente à família Fabaceae. 
A autoridade científica da espécie é Cav., tendo sido publicada em Anales de Ciencias Naturales 4: 73. 1801.
O seu nome comum é ervilhaca.

## Portugal
Trata-se de uma espécie presente no território português, nomeadamente em Portugal Continental, no Arquipélago dos Açores e no Arquipélago da Madeira.
Em termos de naturalidade é nativa das três regiões atrás indicadas.

## Protecção
Não se encontra protegida por legislação portuguesa ou da Comunidade Europeia.